# Marcelo Aumente
Marcelo Aumente (Buenos Aires, Argentina; 3 de junio de 1970) es un ex árbitro asistente de fútbol argentino, que dirigió en la Primera División Argentina por 10 temporadas. Debutó en la temporada 2005-06 y fue profesional hasta la 2017-18.
Tras su retiro, está abocado a la instrucción, formando parte de la Dirección Arbitral del fútbol del interior, órgano del Consejo Federal de la Asociación del Fútbol Argentino.

## Arbitraje
Aumente, residente en la ciudad de Mar del Plata, debutó el 16 de marzo del 2006 en el Clausura de ese año, entre Rosario Central y Colón de Santa Fe (2:0), con el árbitro Daniel Raffa como principal.

### Tras el retiro, la instrucción
Luego de retirarse de los campos de juego, Aumente trabaja para la Comisión Arbitral del Consejo Federal, como instructor, junto a los también ex colegidos Sergio Pezzotta, Juan Pablo Pompei y Gustavo Rossi.